# For Hamp, Red, Bags, and Cal
For Hamp, Red, Bags, and Cal is een studioalbum van Gary Burton. De vibrafonist eerde met dit album zijn voorgangers Lionel Hampton (Hamp), Red Norvo (Red), Milt Jackson (Bags) en Cal Tjader (Cal). Hij gaf al eerder in zijn loopbaan aan dat Red Norvo zijn “grote” voorbeeld was in de muziek. Opnamen vonden plaats in de Avatar-A geluidsstudio in New York (mei) en de Berklee geluidsstudio in Boston (juni).  

## Musici
- Gary Burton – vibrafoon
- Mulgrew Miller – piano (tracks 2, 4, 5, en 6)
- Makoto Ozone – piano (tracks 11 en 12)
- Danilo Perez – piano (tracks 1, 8 en 10)
- Russell Malone – gitaar (tracks 3, 7 en 9)
- Christian McBride – bas (tracks 2, 3, 4, 5, 6, 7, 9)
- John Patitucci – bas (tracks 1, 8 en 10)
- Horacio Hernandez – slagwerk (tracks 1, 8 10)
- Lewis Nash – slagwerk (tracks 2, 4, 5, 6)
- Luis Quintero – percussie (tracks 1, 8 en 10)

## Muziek
| Nr. | Titel                                                        | bestemd voor | Duur |
| --- | ------------------------------------------------------------ | ------------ | ---- |
| 1.  | Afro blue (Ramon Santamaria)                                 | Cal          | 6:50 |
| 2.  | Bag’s groove (Milt Jackson)                                  | Bags         | 5:25 |
| 3.  | Move (Denzil de Costa)                                       | Red          | 5:19 |
| 4.  | Midnight sun (Lionel Hampton, Francis J. Burke, John Mercer) | Hamp         | 8:08 |
| 5.  | Flying home (Benny Goodman, Sydney Robin)                    | Hamp         | 5:18 |
| 6.  | Django (John Lewis)                                          | Bags         | 6:27 |
| 7.  | Back home again in Indiana (James Hanley, Ballard MacDonald) | Red          | 5:42 |
| 8.  | Body and soul (Johnny Green, Edward Heyman)                  | Cal          | 6:10 |
| 9.  | Godchild (George Wallington)                                 | Red          | 6:03 |
| 10. | Joao (Clare Fischer)                                         | Cal          | 5;23 |
| 11. | Hole in the wall (Red Norvo)                                 | Red          | 2:15 |
| 12. | Dance of the octopus (Red Norvo)                             | Red          | 3:52 |